# Хуан Франсіско Ескобар
Хуан Франсіско Ескобар (ісп. Juan Francisco Escobar, 31 січня 1941) — парагвайський футбольний арбітр. Арбітр ФІФА у 1983—1994 роках.

## Кар'єра
1982 року отримав статус арбітра ФІФА.
Працював на молодіжному чемпіонаті світу 1985 року у СРСР, де відсудив одним матч групового етапу Угорщина — Туніс (2:1).
Працював на матчах відбору зони КОНМЕБОЛ на чемпіонати світу 1986 року у Мексиці та 1994 року в США.
Працював головним арбітром на Кубку Америки 1991 (3 матчі, в тому числі заключну на турнірі Аргентина — Колумбія (2:1), яка хоч і не була формально фіналом, але в якій визначалась доля переможця турніру) та 1993 років (2 матчі).
Також відсудив дві гри групового етапу футбольного турніру на літніх Олімпійських іграх 1992 року.
Працював на фінальних матчах Кубка Лібертадорес у 1985 та 1993 роках
Завершив суддівську кар'єру у 1994 році.